# Zentrum gegen Vertreibungen

Le Centre contre les expulsions (allemand Zentrum gegen Vertreibungen, ZgV) est une initiative lancée en 1999 par l’Union des expulsés qui est de construire à Berlin un centre d’information-mémorial consacré au sort des Allemands déplacés d’Europe centrale et orientale après 1945.

## La critique
Le Centre est une source des controverses, notamment en Pologne.
Le site Internet du Centre présente des données statistiques controversées voire franchement inexactes. Par exemple :
- Selon le site, il n’était que 460 000 des Polonais rapatriés (‘déportés’) par les Allemands – pour faire place pour les Allemands rapatriés plus tard (voir Lebensraum) – pendant que ce chiffre est estimé à 2 478 000 selon les historiens polonais, plus 2 800 000 Polonais déportés en Allemagne comme travailleurs forcés.
- Le site, malgré des informations sur plusieurs expulsions européennes, ne mentionne pas le rapatriement opéré par les Allemands dans les régions de Zamość, Poméranie, Gdynia, Silésie et Varsovie. La seule expulsion notée est celle de la région de Warthegau (la Grande-Pologne annexé par les armées Nazi). Les colonialistes allemands de la Seconde Guerre mondiale sont nommés ‘re-settlers’ (immigrés réitérés), selon le site ‘le nombre des victimes polonaises des expulsions n’est pas connu’.
- L’histoire des Allemands en Pologne présentée par le Centre ne mentionne pas l’organisation paramilitaire  Selbstschutz, établie par la minorité allemande en Pologne, comptant environ 100 000 membres. L’organisation a opéré plusieurs crimes contre les citoyens de la Pologne et était une des raisons pour lesquelles la grande partie de la minorité allemande fut expulsée vers l'Allemagne en 1945. En plus, il n’y a pas d’informations sur la colonisation allemande opérée par Hakata en Pologne.
- En revanche, selon la vision de l’histoire présentée par le Centre, Gdansk a ‘illégalement’ fait partie de la république des Deux Nations.
- Le Centre choisit de présenter les ‘expulsés’ allemands comme partie des nettoyages ethniques (comme les Juifs, les Arméniens et les Bosniaques), sans avoir montré que c'est l’Allemagne qui était la cause initiale de ces "rapatriements".
- Le terme ‘expulsés’ suggère l’expulsion forcée, mais la plupart est partie "volontairement", soit ayant peur de l’Armée Rouge qui rapprochait, soit sur les ordres des autorités allemandes (comme 95 % des habitants de Wroclaw), le reste de la population fut expulsé vers les futures RFA et RDA.
- Les adversaires du Centre proposent le Centre Contre le Nazisme qui est une des causes réelles de la tragédie de la nation allemande. En plus, la localisation du Centre à Berlin est contestée car la ville n’a rien à voir avec les rapatriements et la localisation à côté du monument des victimes de l’Holocauste présente un caractère hautement problématique.
- Le Centre ne mentionne pas la faute des ‘expulsés’. Les Allemands tchèques ont été en majorité les ennemis du pays dans lequel ils ont habité et ont opéré des actions contre la Tchécoslovaquie, malgré la garantie de l’autonomie. Ils ont aidé aux partitions du pays et ont déclaré qu’ils ne seront jamais d’accord pour la coexistence dans le même pays. Les Allemands de Pologne ont été les plus actifs propagateurs de Nazisme, c’est là qu'Adolf Hitler a gagné le nombre de votes le plus élevé.
- Le Centre ne mentionne pas le fait que les rapatriements aient été la réalisation des traités internationaux signés par l’Allemagne.
- Le Centre présente une vision de l’histoire unilatérale – les rapatriements des peuples tchèques et polonais ne seront pas documentés, le fait que les Allemands rapatriés ont été les colonialistes et pas autochtones ne sera pas mentionné. Le droit allemand a reconnu comme ‘expulsés’ les colonialistes placés dans les maisons et les fermes confisqués des propriétaires polonais.